# Piechowice II (gromada)
Piechowice II (alt. Piechowice) – dawna gromada, czyli najmniejsza jednostka podziału terytorialnego Polskiej Rzeczypospolitej Ludowej w latach 1954–1972.
Gromady, z gromadzkimi radami narodowymi (GRN) jako organami władzy najniższego stopnia na wsi, funkcjonowały od reformy reorganizującej administrację wiejską przeprowadzonej jesienią 1954 do momentu ich zniesienia z dniem 1 stycznia 1973, tym samym wypierając organizację gminną w latach 1954–1972.
Gromadę Piechowice II z siedzibą GRN w Piechowicach (wówczas wsi, nie wchodzącej w skład gromady) utworzono – jako jedną z 8759 gromad na obszarze Polski – w powiecie jeleniogórskim w woj. wrocławskim, na mocy uchwały nr 15/54 WRN we Wrocławiu z dnia 2 października 1954. W skład jednostki weszły obszary dotychczasowych gromad Piastów, Pakoszów, Górzyniec i Michałowice ze zniesionej gminy Piechowice oraz obszar obejmujący 9 gospodarstw (przyległych do dotychczasowej gromady Piastów) z dotychczasowej gromady Kromnów ze zniesionej gminy Stara Kamienica – w tymże powiecie. Dla gromady ustalono 15 członków gromadzkiej rady narodowej.
31 grudnia 1961 gromadę zniesiono, a jej obszar włączono do gromady Wojcieszyce (wsie Piastów i Pakoszów) w tymże powiecie oraz do osiedla Piechowice (wsie Górzyniec i Michałowice) w tymże powiecie.